# Елена Ристеска
Елена Ристеска (Скопље, 27. април 1986) јесте македонска певачица и текстописац, представница Северне Македоније на Песми Евровизије 2006.

## Биографија
Рођена је у Скопљу, тадашња СФРЈ, данашња Северна Македонија. 2002, њен први сингл, „Она другото”, са албума „И јас сакам да бидам ѕвезда” је постао хит у Северној Македонији, и уследило је објављивање албума „Ден и Ноќ”, 2003. године. На такмичењу „Евровизија” 2006. године је наступила са песмом „Нинанајна”, и заузела је 12 место. Крајем 2006. године је издала албум „192”. Године 2008. је издала српски албум „Милионер”, који је био у продаји у Србији, Босни и Херцеговини и Црној Гори.

## Дискографија
- „” — 2002.
- „” — 2003.
- „192” — 2006.
- „Милионер” — 2008.

### Спотови
| Спот                        | Година | Режисер                               |
| --------------------------- | ------ | ------------------------------------- |
| Ден и Ноќ                   | 2003   | —                                     |
| Рај и пекол                 | 2003   | Дејан Милићевић                       |
| Не сакам да кријам          | 2003   | Division production                   |
| Ни на небо, ни на земја     | 2004   | —                                     |
| Нинанајна                   | 2006   | —                                     |
| Љубав није за нас           | 2006   | —                                     |
| Есен во мене                | 2006   | —                                     |
| Милионер                    | 2007   | —                                     |
| Million Dollar Player       | 2007   | —                                     |
| Некаде далеку               | 2008   | —                                     |
| Сакам да те галам           | 2008   | —                                     |
| Усни како темно мастило     | 2009   | —                                     |
| Доста                       | 2009   | —                                     |
| Сакам по добро да те памтам | 2010   | —                                     |
| Најдобро до сега            | 2011   | Tomato Production                     |
| Опасно време                | 2012   | Даниел Јовески                        |
| Доживотно                   | 2015   | Tomato Production                     |
| Како да се радувам ?        | 2016   | Tomato Production                     |
| Још ме плашиш               | 2017   | Васил Христовски, „Gotiva” produkcija |
| Текила и лемон              | 2017   | CleanCut Production                   |
| Снаге за крај               | 2018   | —                                     |
| Срца се погреше             | 2019   | Милош Шаровић                         |
| Superstar                   | 2019   | Дејан Димковски                       |